# Violet Attlee
Violet Helen Attlee, comtesse Attlee, née Violet Millar le 12 février 1895 et morte le 7 juin 1964, est l'épouse du Premier ministre britannique Clement Attlee, en poste de 1945 à 1951.